# Гомбурса

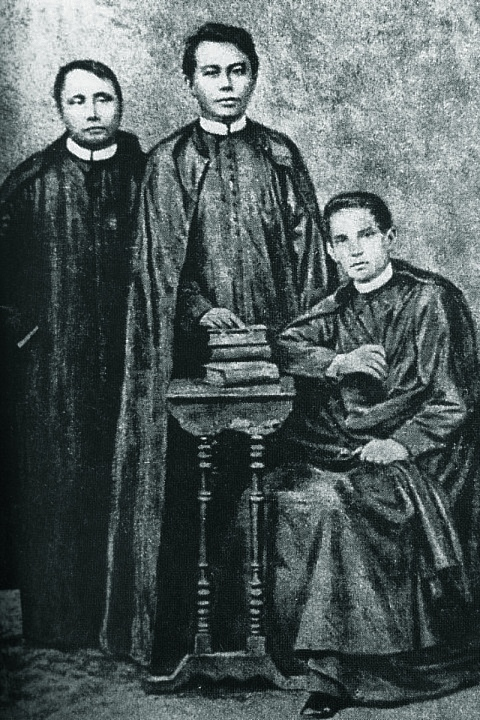

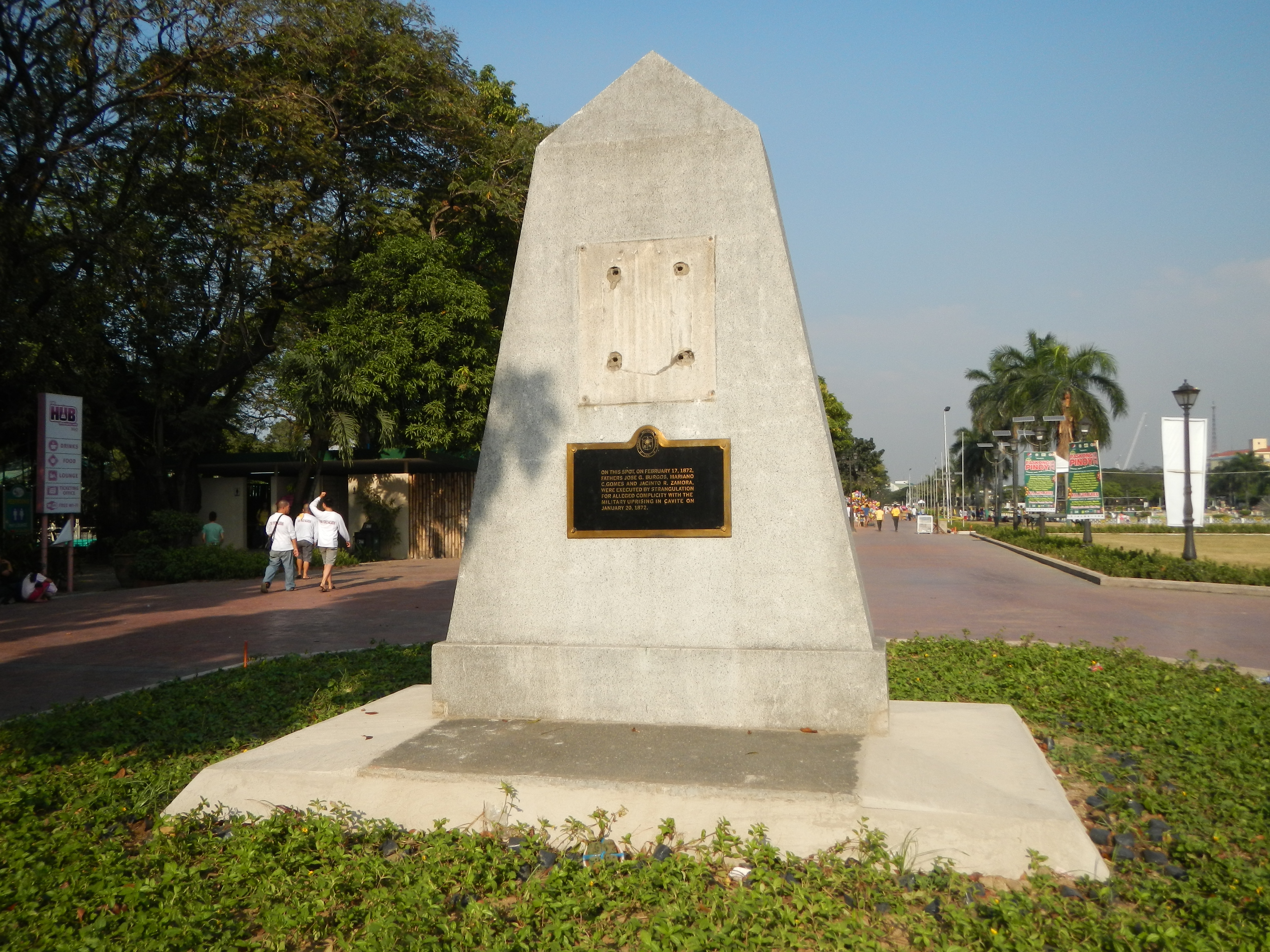
Памятник трём священникам

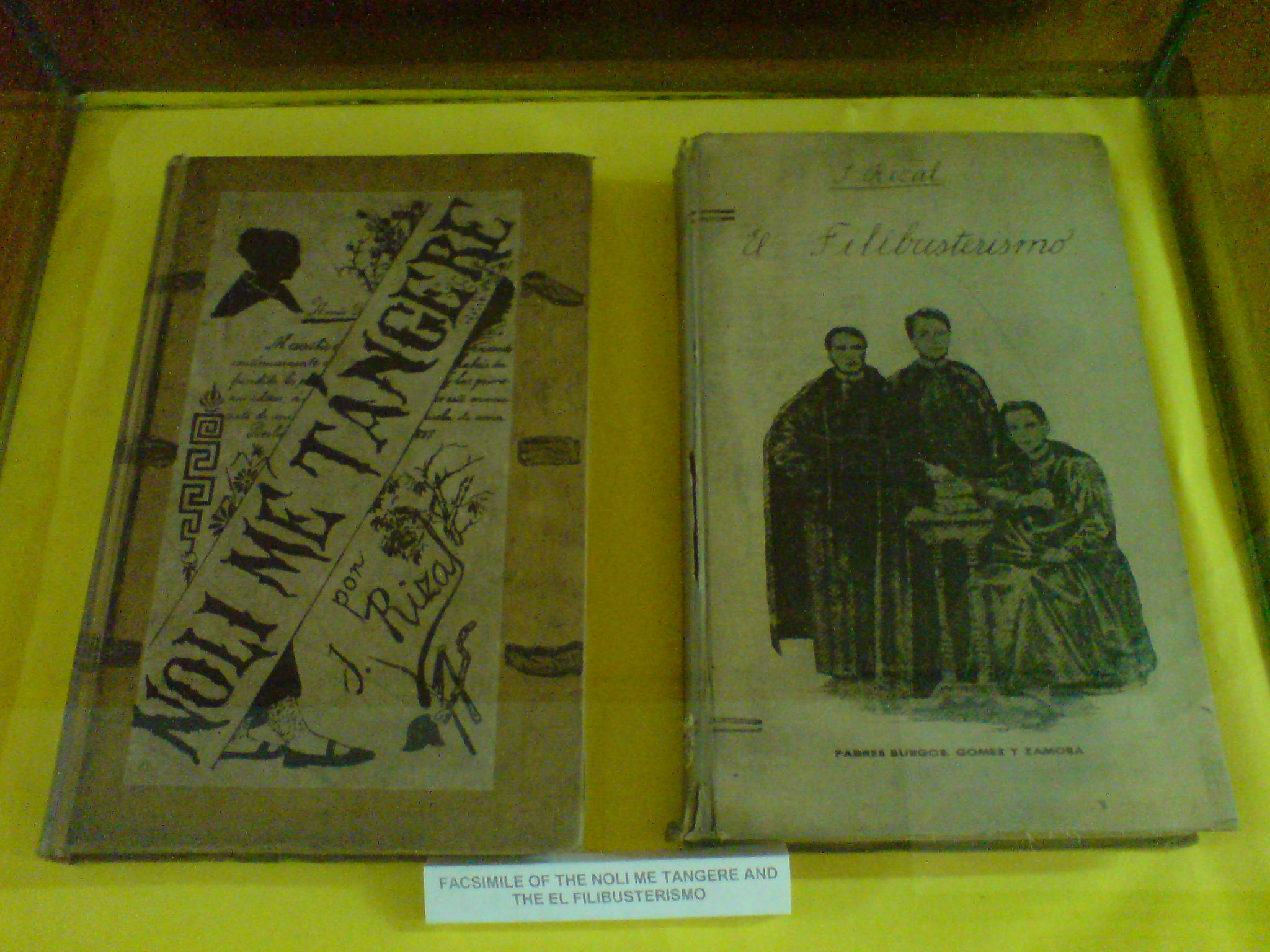
Книга «El filibusterismo» (справа) Хосе Рисаля

Гомбурса (исп. Gomburza) — акроним, составленный из фамилий трёх католических филиппинских священников Мариано Гомеса (Mariano Gomez), Хосе Бургоса (José Burgos) и Хасинто Саморы (Jacinto Zamora), которые были казнены в 1872 году на манильской площади Лунета испанскими колониальными властями после их обвинения в организации мятежа на военном форте Сан-Филипе в городе Кавите, провинция Кавите. Казнь этих священников оказала широкое влияние на филиппинское общество второй половины XIX века и стала одной из причин, приведших к Филиппинской революции 1896—1898 годов. После обретения независимости Филиппин священники были объявлены национальными героями под общим названием «Гомбурса».

## История
Во время их жизни эти три священника считались на Филиппинах приверженцами либеральных идей и модернизации испанской колонии на Филиппинах. Они были сторонниками секуляризации внутренней жизни церкви и в значительной мере находились под влиянием работ священника Педро Пелаэса, выступавшего за церковные реформы. Они входили в состав комитета реформ, который создал новый губернатор Филиппин Хоакин Пардо де Таверайн. Председателем комитета был Хосе Бургос, назначенный на эту должность манильским архиепископом Грегорио Мартинесом. Мариано Гомес также участвовал в священнической комиссии в Бакооре и публиковал свои статьи в газете «La Verdad», в которой призывал к осуществлению государственных и церковных реформ.
Во время колониальной эпохи население Филиппин делилось на социальные четыре группы, имевшие различные преференции в своей жизни: к первой принадлежали испанцы, родившиеся на родине (Peninsulares), во вторую группу входили испанцы, родившиеся в испанских колониях (Insulares), в третью группу входили различные метисы (Indios), проживавшие в пригородах и к четвёртой группе принадлежали китайцы или аборигены (Sangley), проживавшие в сельской местности. Гомбурса принадлежали к третьей группе.
Реформаторская деятельность священников была известна в Европе. Например, когда новый испанский генерал-губернатор Карлос Мария де ла Торре прибыл в Манилу для исполнения своих обязанностей, он пригласил Хосе Бургоса ехать с ним рядом в карете во время инаугурационной процессии, несмотря на то, что это место было предназначено для манильского архиепископа. Прибытие Карлоса Марии де ла Торре вызвало отрицательную реакцию среди монашествующих священников, которые в основном были испанского происхождения и, наоборот, было поддержано епархиальным духовенством, которое происходило из местных жителей. Местные священники были в основном метисами и считали, что реформы в церкви уравняют их с европейским священством. Через два года после правления Карлоса Марии де ла Торры генерал-губернатором Филиппин был назначен Рафаэль де Искердо-и-Гутьеррес.
После назначения губернатором Рафаэля де Искердо-и-Гутьерреса начался реакционный период, во время которого реформаторы подвергались гонениям со стороны испанской власти. Были отменены начавшиеся реформы в политической жизни страны и восставлена цензура. Три священника были арестованы 20 января 1872 года по обвинению в подрывной деятельности. Формальным предлогом к их обвинению стало вооружённое восстание двухсот военнослужащих на военном форте Сан-Филипе, которое состоялось 20 января. 6 февраля состоялся осудил их к публичной казни, которая состоялась 17 февраля на манильской площади Багумбаян (сегодня на этом месте находится Национальный парк имени Хосе Рисаля).
Смертный приговор вызвало протест в филиппинском обществе. Манильский архиепископ приказал звонить в колокола в день из казни. После казни На Филиппинах возникло студенческое движение «Illustrados», из которого впоследствии образовались организации «Филиппинская лига» и «Катипунан», выступавшие за вооружённое восстание против Испании. Одним из участников «Illustrados» был национальный герой Филиппин Хосе Рисаль, который посвятил свой роман «El filibusterismo» казнённым священникам.

## Память
- 30 декабря 1913 года в парке Хосе Рисаля был установлен памятник, посвящённый трём казнённым священникам.
- На территории университета Дилиман в городе Кесон около Церкви Святой Жертвы установлен памятник «Гомбурса».